# 수하 (진나라)
수하(隨何, ? ~ ?)는 중국 진나라 말기, 전한 초기의 유생이다.
한왕 유방(漢王 劉邦)의 신하로, 한왕이 서초패왕 항우와 팽성 전투에서 참패하고 도망했을 때 알자(謁者)의 직책에 있었다. 한왕이 항우의 세력인 구강왕 영포를 항우에게서 자기 편으로 돌아서게 해서 항우의 예봉을 피할 시간을 벌어줄 사람을 찾자 자청해서 수행원 20명과 함께 구강왕의 봉토인 회남 땅으로 갔다. 구강왕의 태재에게 구강왕과 알선을 청했으나 3일간 접견하지 못하자, 태재를 설득해 구강왕을 만났다. 구강왕에게서 스스로 항우를 섬긴다는 말을 듣자, 구강왕은 항우의 제나라 친정에 동참하지 않음 · 서초의 서울 팽성의 함락과 수복(팽성 전투)에도 동참하지 않음을 들어 서초를 성실히 섬기지 않았다고 지적했다. 그럼에도 서초를 섬기는 것은 서초가 강하고 한이 약하기 때문이겠지만, 항우가 초 의제를 죽여 자신의 불의함을 보였고 힘으로 따지면 한은 촉과 한의 식량을 먹으면서 형양과 성고에 방어선을 형성했으니 적진으로 깊숙히 들어온 서초로서는 감히 뚫어낼 수 없을 것이라고 설득했다. 영포는 수하의 말을 받아들여 몰래 서초를 배반하기로 했다. 아직 배반을 드러내지 않았는데 서초패왕의 사자가 와서 구강왕에게 출병하도록 책망했다. 숙소에서 이 소식을 들은 수하는 구강왕과 서초의 사자의 접견 자리에 갑자기 나타나서는 구강왕의 배신을 떠벌리고, 경악한 영포에게 사자를 죽이고 당장 행동에 옮기라고 말했다. 영포는 이를 따라 사자를 죽이고 서초를 공격했으나 패배했는데, 수하는 이때 자기 병사도 거느리지 못하고 달아나는 영포와 함께 본국으로 돌아왔다.
항우가 죽자, 고제는 술자리에서 “(수)하는 썩은 유생이다. 천하에 어찌 썩은 유생이 쓰이겠냐?“라고 했다. 그러자 수하는 무릎을 꿇고 황제에게 말했다. “폐하께서 팽성을 치고, 초왕은 제나라를 아직 떠나지 않았을 무렵, 폐하께서 보병 5만과 기병 5천을 내어 회남을 취할 수 있었겠습니까?” “못 한다.” “폐하가 이 하와 20명을 회남으로 보내 폐하의 뜻을 이루었습니다. 그러니 이 하의 공은 보병 5만과 기병 5천보다 낫습니다. 그러나 폐하는 하를 썩은 유생이라 하고, 천하에 어찌 썩은 유생이 쓰이겠냐 하시니 이는 어찌함입니까?” 고제는 이에 수하를 호군중위로 삼았다.